# Objektivitet
 Der er for få eller ingen kildehenvisninger i denne artikel, hvilket er et problem. Du kan hjælpe ved at angive troværdige kilder til de påstande, som fremføres i artiklen.

Objektivitet er i filosofi en beskrivelse af et sagsforhold, som er uafhængig af iagttagerens standpunkt.

## Ordets oprindelse og begrebsafgrænsning
Navneordet objektivitet er dannet ved en substantivering fra „objektiv“, der kommer af fransk objectif. Man kan følge ordet tilbage til det latinske obiacere (ligge overfor). Beslægtede begreber er værdifrihed, upartiskhed, ikke-forudindtagethed og udelukkelse af følelser og fordomme. Modbegreber er subjektivitet eller ensidighed. Obiectum kan også afledes af latin obicere, og det betyder så ”det, som er modstillet”, bebrejdelsen, indskydelsen. Subjekt skulle altså som antonym oversættes med ”det underkastede”. Subjektet ville eksempelvis være underkastet en fordom.
Karl Jaspers ser i subjekt-objektspaltningen en væsentlig egenskab ved den evne til at tænke, der altid er beskæftiget med at erkende det, „som står overfor“, dvs. med at udvide henholdsvis overskride grænserne for vores eget jeg. Idet vi gør det overforstående til genstand for vores tænkning, tilegner vi os det og bliver selv til noget andet.

## Forskningsobjektivitet
I den videnskabelige forskning betegner objektivitet et hensigt og et princip, som vil genspejle virkeligheden nøjagtigt i de udsagn, teorier, teser osv., der bliver fremsat.
Man tilkender et udsagn, en teori osv. objektivitet, når der findes sagsforhold i virkeligheden, som er uafhængige af de udsagn, teorier og lignende, der bliver opstillet, men som virker på den måde, som det påstås i udsagnet, teorien osv.
I bredere forstand taler man om objektivitet i udsagn, teorier osv., når man vil udtrykke, at subjektive ønsker, meninger, tilbøjeligheder, specielle interesser, fordomme, udokumenterede tilføjelser osv. ikke har været styrende ved formuleringen af dem, men at det kun har drejet sig om de sagsforhold, som udsagnene, teorierne osv. beskriver.
Den radikale konstruktivisme og andre postmoderne tankeretninger modsiger disse opfattelser. Ifølge dem er en teori ikke noget billede, ingen afspejling af virkeligheden, og den kan derfor heller ikke gøre krav på sandhed. Den er kun en subjektiv model, der i store træk passer med den ontologiske virkelighed – omtrent som en nøgle passer til en lås. Men på den måde kan virkeligheden ikke beskrives.
Postmodernisternes argumentation har på deres side udløst kritik både fra naturvidenskabsfolk og fra erkendelsesteoretikere. Se f.eks. Sokal-affæren.